# SIKON NTM-I 2
SIKON NTM-I 2 je naziv za drugi kontigent Slovenske vojske, ki je sodeloval pri Natovi mednarodni vojaški operaciji Nato Training Mission - Iraq (NTM-I).
Kontingent je deloval v iraški vojaški bazi Al Rustamija, kjer so častnik in 3 podčastniki opravljali dolžnost vojaških inštruktorjev.